# Liste des maires de Chaville
La liste des maires de Chaville présente la liste des maires de la commune française de Chaville, située dans le département des Hauts-de-Seine en région Île-de-France.

## Liste des maires
Depuis 1790, 31 maires se sont succédé.

### Entre 1790 et 1944
| Période            | Période           | Identité                                  | Étiquette        | Qualité |
| ------------------ | ----------------- | ----------------------------------------- | ---------------- | --- |
| février 1790       | 13 novembre 1791  | Achille Jean-Baptiste Laroque (1734-1809) |                  | Propriétaire, syndic |
| 13 novembre 1791   | 16 décembre 1792  | Jacques Dequatre (1754-1833)              |                  | Vigneron, marchand de vin, tonnelier, cultivateur |
| 16 décembre 1792   | An III (1795)     | P. Gentil (1725-1801)                     |                  | Chaufournier, cultivateur, laboureur |
| An III (mars 1795) | An IV (mars 1796) | André Dada (1728-1797)                    |                  | Marguillier |
| An IV (1796)       | An VIII (1800)    | Achille Jean-Baptiste Laroque (1734-1809) |                  | Propriétaire, syndic |
| 20 juin 1800       | 2 janvier 1813    | Claude-Jacques Frémin (1741-1813)         |                  | Cultivateur Démissionnaire pour raison de santé |
| 14 février 1813    | 20 novembre 1815  | Nicolas Haussmann (1760-1846)             | Gauche (Jacobin) | Marchand et fabricant de toiles, propriétaire Ancien député de Seine-et-Oise (1791 → 1792) Ancien député à la Convention nationale (1792 → 1795) Révoqué |
| 7 janvier 1816     | 3 décembre 1819   | Dominique Raphaël Arlet (1777-1850)       |                  | Blanchisseur Nommé maire par le préfet le 20 novembre 1815                                                                                               |
| 1819               | 16 octobre 1823   | Pierre Marie Thavenet (1778-1824)         |                  | Blanchisseur, officier municipal Nommé maire |
| 18 avril 1824      | 29 août 1830      | Joseph Marie Casimir Cazalot              |                  | Propriétaire Démissionnaire |
| 29 août 1830       | 21 avril 1831     | Louis Pierre François Royer (1776-1831)   |                  | Maire adjoint (1824 → 1830) Décédé en fonction |
| 11 octobre 1831    | 23 juin 1837      | Jean-Baptiste Lépine (1779-1840)          |                  | Blanchisseur, officier municipal Démissionnaire |
| 1837               | 1848              | Jacques Le Chevalier-Garnier              |                  | Professeur de lettres, principal du collège de Provins                                                                                                   |
| 1848               | 1852              | M. Guilleminot                            |                  | |
| 1852               | 1858              | Achille-Joseph Comte (1802-1866)          |                  | Docteur en médecine, professeur d'histoire naturelle |
| 1858               | 1871              | George Courot                             |                  | Notaire |
| 1871               | 1872              | François Vaudoré                          |                  | |
| 1872               | 1875              | Hippolyte Million                         |                  | |
| 1875               | 1887              | Ernest Cadet (1832-1892)                  |                  | Chef de bureau au Ministère de l'Instruction publique, juriste Conseiller d'arrondissement                                                               |
| 1887               | 1892              | M. Hebert                                 |                  | |
| 1892               | 1904              | Alcide Delapierre                         |                  | |
| 1904               | 1919              | Martial Boudet (1854-1922)                |                  | Imprimeur Chevalier de l'Ordre de Saint-Grégoire-le-Grand                                                                                                |
| 1919               | mai 1929          | Louis Barraud (1872-1953)                 |                  | Propriétaire de guinguette |
| mai 1929           | mai 1935          | Paul Macron                               |                  | |
| mai 1935           | décembre 1938     | Albert Mammaux (1878-1963)                | SFIO             | Cheminot puis inspecteur de presse Démissionnaire |
| janvier 1939       | 1944              | Georges Boulay                            | SFIO             | |

### Depuis 1944
Depuis la Libération, six maires se sont succédé à Chaville :
| Période      | Période                       | Identité                      | Étiquette         | Qualité |
| ------------ | ----------------------------- | ----------------------------- | ----------------- | --- |
| 1944         | 1947                          | Henri Berland (1899-1994)     | PCF               | Ouvrier tailleur, résistant Ancien conseiller d’arrondissement (1937 → 1940) |
| 1947         | 1955                          | Eugène Huttepain              | RPF               | Ancien colonel, administrateur colonial Démissionnaire |
| 1955         | 14 mars 1971                  | Gabriel Ausserré (1906-1995)  | SFIO              | Employé de la RATP (ex-STCRP) Conseiller général de Chaville (1967→ 1973) |
| 14 mars 1971 | juin 1995                     | Marcel Houlier (1923-2007)    | UDF-CDS           | Ingénieur électronicien, maire honoraire Conseiller régional d'Île-de-France Conseiller général de Chaville (1982 → 1996) Vice-président du conseil général                                                           |
| juin 1995    | 16 mars 2008,                 | Jean Levain (1945- )          | PRG               | Cadre d'une banque internationale Conseiller régional d’Île-de-France (2006 → 2010) 1er vice-président d'Arc de Seine (2003 → 2008)                                                                                   |
| 16 mars 2008 | En cours (au 29 juillet 2021) | Jean-Jacques Guillet (1946- ) | UMP → LR puis DVD | Ancien chef d'entreprise Député des Hauts-de-Seine (8e circ.) (1993 → 2017) Conseiller général de Chaville (2004 → 2008) Président du SIGEIF (1983 → ) Réélu pour le mandat 2014-2020, Réélu pour le mandat 2020-2026 |

## Pour approfondir